# Acide hexanoïque
L'acide hexanoïque, aussi appelé acide caproïque, est un acide carboxylique, de formule C5H11COOH. C'est un liquide huileux à l'odeur de fromage et de fruit (ananas), voire de bouc (d'où le nom caproïque).
Les sels sont appelés "hexanoates" ou "caproates".
On le trouve dans les huiles essentielles de lavande, petit-grain (issue du bigaradier) et citronnelle.
Cet acide est considéré comme non nocif pour l'Homme, d'où le qualificatif GRAS (numéro fema 2559). Il entre dans la composition de l'arôme de poire, de fruits mûrs, de noix, de beurre, de chocolat, de fromage et de rhum.
Il a été découvert par le chimiste français Michel-Eugène Chevreul en 1823.